# Odznaka Strzelca Spadochronowego Luftwaffe
Odznaka Strzelca Spadochronowego Luftwaffe (niem. Fallschirmschützenabzeichen der Luftwaffe) – niemiecka odznaka ustanowiona 5 listopada 1936 rozkazem dowódcy Luftwaffe, generała Hermanna Göringa (rozkaz opublikowano 16 listopada 1936). Warunkiem otrzymania odznaki przez strzelca spadochronowego służby czynnej i rezerwy było ukończenie kursu spadochronowego i wykonanie w jego trakcie sześciu skoków ze spadochronem. Pierwsze nadania odbyły się 15 grudnia 1936.

## Wygląd odznaki
Odznaka Strzelca Spadochronowego Luftwaffe była ażurowa, w kształcie owalnego wieńca o wyglądzie stylizowanych liści (z prawej strony dębowych, z lewej laurowych) z umieszczoną na nim sylwetką pikującego orła. Wieniec wykonany był z białego metalu wykańczanego na srebrzystoszaro. Wizerunek orła trzymającego w szponach swastykę wykonywano z pozłacanego brązu; krawędzie orła i swastyka były polerowane. W czasie II wojny światowej dla oszczędności odznakę sporadycznie wykonywano także z tak zwanego „szajsmetalu”. Zgodnie z przepisami wymiary odznaki wynosiły w pionie około 53, a w poziomie 41,5 milimetrów.
Odznakę Strzelca Spadochronowego Luftwaffe wolno było nosić tylko do munduru, pośrodku lewej strony kurtki mundurowej. W przypadku posiadania przez oficera lub żołnierza Krzyża Żelaznego I klasy odznakę należało nosić poniżej. Od 1941 odznakę mogli otrzymywać także urzędnicy wojskowi, a od 1944 także żołnierze spoza wojsk powietrznodesantowych.

## Źródła
- Muzeum Wojska Polskiego w Warszawie: Odznaka Strzelca Spadochronowego Luftwaffe
- Lexikon der Wehrmacht: Fallschirmschützenabzeichen der Luftwaffe (niem.)